# McLean Buttress
McLean Buttress ist ein Gebirgskamm im ostantarktischen Viktorialand. In der Cruzen Range ragt er steil an der Nordseite des Webb Lake und des Barwick Valley auf und markiert die südliche Begrenzung der Hochebene The Fortress.
Das Advisory Committee on Antarctic Names benannte ihn 1976 nach Frank E. McLean von der United States Coast Guard, Kapitän des Eisbrechers USCGC Burton Island im Rossmeer bei der Operation Deep Freeze der Jahre 1970 und 1971.